# بولنت أرينج
بولنت ارينج (بالتركية: Bülent Arınç)‏، هو سياسي تركي من مواليد 25 مايو 1948 , شغل للفترة 2002-2007 منصب رئيس البرلمان التركي للدورة 22 . كان نائبًا لرئيس وزراء تركيا  (2009-2015). بين عامي 2002 و 2007 في الحكومتين 61 و 62. عين في عام 2019 عضوًا في المجلس الاستشاري الأعلى لرئاسة الجمهورية واستقال منه في 24 نوفمبر 2020.

## النشأة والتعليم
من مواليد 25 مايو 1948 في بورسا، تركيا. وبعد الانتهاء من المدرسة الثانوية في مانيسا، درس بولنت أرينج في جامعة أنقرة، وحصل على ليسانس الحقوق وذلك في عام 1970. وبعد تخرجه عمل لحسابه الخاص كمحام في مانيسا.

## دخوله عالم السياسة
كان مهتما بالفعل في السياسة خلال سنوات دراسته الجامعية، كان بولنت أرينج نائب مانيسا في الانتخابات العامة عام 1995، ودخل الجمعية الوطنية التركية الكبرى في حزب الرفاه  وأصبح أيضا عضوا في مجلس حزبه، وخدم في لجنة العدل في البرلمان. وبعد إغلاق حزب الرفاه من قبل المحكمة الدستورية في تركيا يوم 15 فبراير 1998، انتقل إلى حزب الفضيلة(التركية: Partisi). أرينج انتخب في الانتخابات العامة لعام 1999 نائبا في مانيسا، وهذه المرة عن حزب الفضيلة. وأصبح عضوا في لجنة الشؤون الخارجية في البرلمان. أغلقت المحكمة الدستورية حزب الفضيلة في 22 يونيو 2001، فكان بولنت ارينج بجانب رجب طيب أردوغان في ذلك الوقت، وشارك في تأسيس حزب العدالة والتنمية. (التركية: Kalkınma Partisi) في نفس العام في 14 آب  تم تعيينه رئيس مجموعة حزبه في البرلمان. انتخب بولنت ارينج نائب للمرة الثالثة عن مانيسا في الانتخابات العامة التي أجريت في 3 نوفمبر 2002. في 19 نوفمبر 2002، انتخب رئيس مجلس النواب. وفي 1 مايو 2009 تم تعيينه في منصب وزير الدولة المسؤولة عن المؤسسات ونائب رئيس الوزراء في الحكومة الثانية لرئيس الوزراء أردوغان .

## الحياة الشخصية
بولنت ارينج متزوج ولديه طفلان. وكان طفله الثالث قد قتل في حادث سير عام 1997 

## وصلات خارجية
- [الموقع الشخصي|http://www.bulentarinc.com.tr}} {{tr icon]
- TBMM profile

(بالتركية)